# スザナ・フェイトル

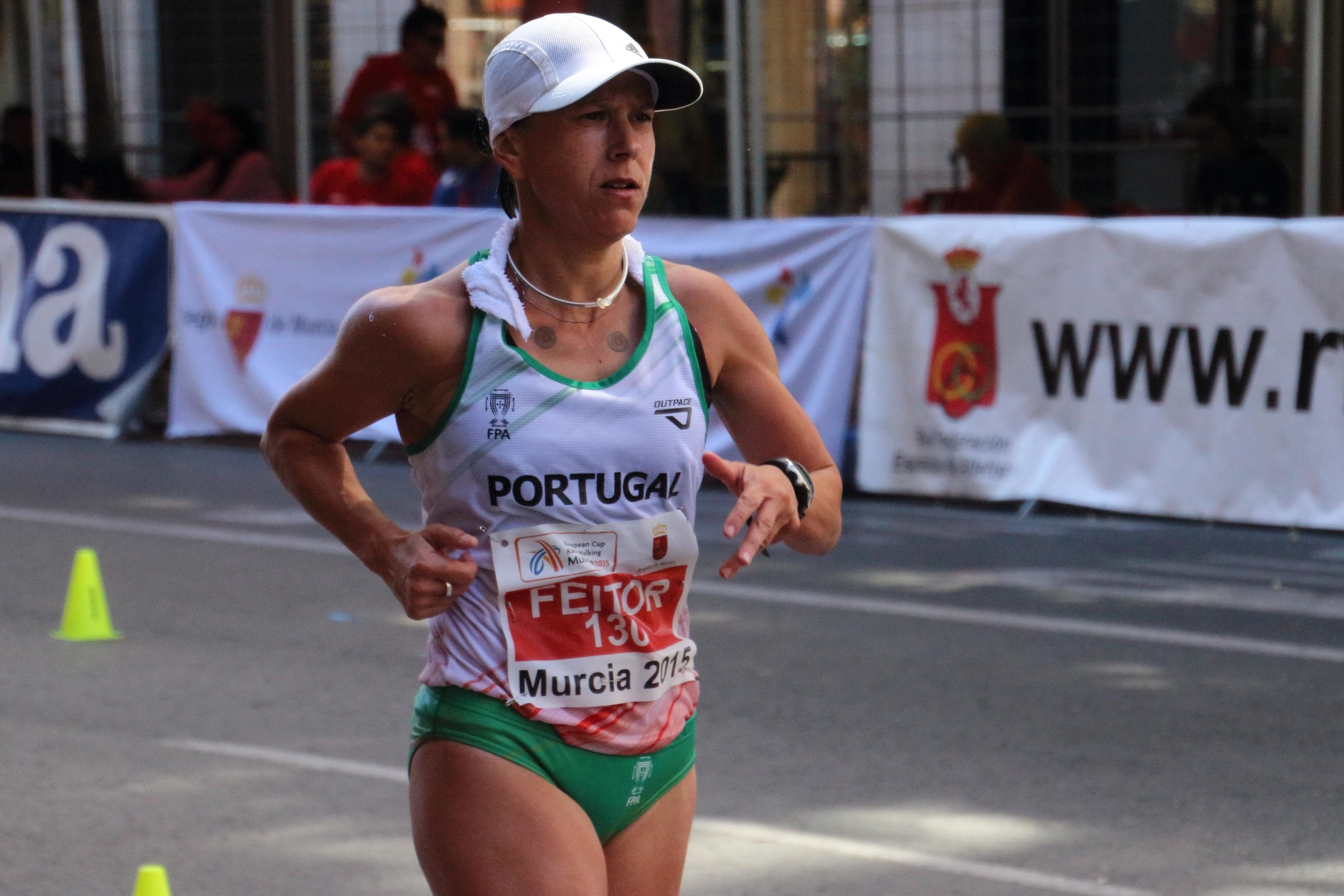
スザナ・フェイトル（2015年）

スザーナ・パウラ・デ・ジェズス・フェイトル（Susana Paula de Jesus Feitor, GCIH 1975年1月28日 - ）はポルトガルの陸上競技選手、専門は競歩。1996年アトランタオリンピックから2008年北京オリンピックまで5大会連続女子競歩ポルトガル代表として出場を誇る。
2001年-03年ポルトガル室内選手権3000m競歩優勝者。2003年ポルトガル選手権10000mおよび2004年、2007年、2008年20km競歩優勝者である。2005年世界陸上競技選手権ヘルシンキ大会20km競歩では1時間28分44秒で踏破し、オリンピアダ・イワノワ、リタ・トゥラヴァに次ぐ3位入賞の成績を残した。またポルトガルの民間人に与えられる賞エンリケ航海王子賞を受けた。セントロ地方メディオ・テージョアルコベルタス出身。身長160cm、体重51kg。

## 主な戦績
| 年度       | 大会名                     | 開催地                        | 順位       | 種目       |
| ポルトガル | ポルトガル                 | ポルトガル                    | ポルトガル | ポルトガル |
| ---------- | -------------------------- | ----------------------------- | ---------- | ---------- |
| 1990       | 世界ジュニア陸上競技選手権 | プロヴディフ（ ブルガリア）   | 優勝       | 5000m      |
| 1991       | 世界陸上競技選手権         | 東京（ 日本）                 | 17位       | 10km       |
| 1992       | バルセロナオリンピック     | バルセロナ（ スペイン）       | 失格       | 10km       |
| 1993       | IAAFワールドカップ競歩     | モンテレイ（ メキシコ）       | 8位        | 10km       |
| 1993       | 世界陸上競技選手権         | シュトゥットガルト（ ドイツ） | 11位       | 10km       |
| 1994       | 世界ジュニア陸上競技選手権 | リスボン（ ポルトガル）       | 2位        | 10km       |
| 1994       | ヨーロッパ陸上競技選手権   | ヘルシンキ（ フィンランド）   | 8位        | 10km       |
| 1995       | 世界陸上競技選手権         | イェーテボリ（ スウェーデン） | 17位       | 10km       |
| 1995       | IAAFワールドカップ競歩     | 北京（ 中華人民共和国）       | 16位       | 10km       |
| 1996       | アトランタオリンピック     | アトランタ（ アメリカ合衆国） | 13位       | 10km       |
| 1996       | ヨーロッパカップ競歩       | ア・コルーニャ（ スペイン）   | 3位        | 10km       |
| 1998       | ヨーロッパ陸上競技選手権   | ブダペスト（ ハンガリー）     | 3位        | 10km       |
| 1999       | 世界陸上競技選手権         | セビリア（ スペイン）         | 4位        | 20km       |
| 1999       | IAAFワールドカップ競歩     | メジドン＝カノン（ フランス） | 9位        | 20km       |
| 2000       | シドニーオリンピック       | シドニー（ オーストラリア）   | 14位       | 20km       |
| 2001       | 世界陸上競技選手権         | エドモントン（ カナダ）       | 失格       | 20km       |
| 2002       | ヨーロッパ陸上競技選手権   | ミュンヘン（ ドイツ）         | 途中棄権   | 20km       |
| 2002       | IAAFワールドカップ競歩     | トリノ（ イタリア）           | 14位       | 20km       |
| 2003       | 世界陸上競技選手権         | パリ（ フランス）             | 9位        | 20km       |
| 2004       | アテネオリンピック         | アテネ（ ギリシャ）           | 20位       | 20km       |
| 2005       | 世界陸上競技選手権         | ヘルシンキ（ フィンランド）   | 3位        | 20km       |
| 2006       | ヨーロッパ陸上競技選手権   | イェーテボリ（ スウェーデン） | 14位       | 20km       |
| 2007       | 世界陸上競技選手権         | 大阪（ 日本）                 | 8位        | 20km       |
| 2008       | IAAFワールドカップ競歩     | チェボクサル（ ロシア）       | 10位       | 20km       |
| 2008       | 北京オリンピック           | 北京（ 中華人民共和国）       | 途中棄権   | 20km       |
| 2009       | ヨーロッパカップ競歩       | メス（ フランス）             | 途中棄権   | 20km       |
| 2009       | 世界陸上競技選手権         | ベルリン（ ドイツ）           | 10位       | 20km       |

## 記録
- 3000m競歩 - 12分08秒30（2001年）
- 5000m競歩 - 20分40秒24（2001年）
- 10000m競歩 - 44分07秒80（2003年）
- 10km競歩 - 42分39秒（2001年）
- 20km競歩 - 1時間27分55秒（2001年）
- ハーフマラソン - 1時間28分50秒（2006年）

## 参考資料・外部リンク
- スザナ・フェイトル - ワールドアスレティックスのプロフィール（英語）
- スザナ・フェイトル - Olympedia（英語）
- （参考）エンリケ航海王子賞について『ゲイツ会長 エンリケ航海王子賞を受賞 - ポルトガル』 AFPBB